# タイレルラボラトリー
タイレルラボラトリー（TYRELL LAB.）は、ゲームソフトメーカーF&Cの関連会社。パソコンゲームソフト並びに音楽の製作を行う企業である。

## 沿革
F&C企画局局長を務めていた金杉はじめが立ち上げ、プロデューサーを兼務。母体であるF&Cと販売会社（シャルラクプラス）を共有しつつ、タイトルをリリースしていた。

## 作品一覧

### 音楽CD
- 2005年1月28日 - Honey Bee 3rd Maxi
- 2005年1月28日 - A BONE feat. YURIA 1st MAXI「Plastic Smile／光を求めて」
- 2005年1月28日 - 天空のシンフォニア　音楽CD
- 2007年2月23日 - PCゲーム ぴあ雀 OPテーマ「みらくるキッス」／織姫よぞら
- 2007年2月23日 - PCゲーム ぴあ雀 EDテーマ「2.5次元の足音」／MOSAIC.WAV

### PCゲーム
- 2007年3月23日 - EVE～new generation X～
- 2008年7月25日 - EVE雀

## たいれるPiccolo
たいれるPiccoloは、TYRELL LAB.の低価格帯サブレーベルとして設立された。これまでに2本のPCゲームを発売している。
- 2007年9月28日 - あねトレっ！～お姉ちゃんとHなトレーニング～
- 2008年2月1日 - おなトレっ！～同い年とHなトレーニング～